# Tuisko von Lorey
Tuisko von Lorey, född 2 april 1845 i Darmstadt, död 27 december 1901 i Tübingen, var en tysk skogsman.
Lorey blev 1873 professor i skogsämnena i Giessen, men kallades 1878 till skogsinstitutet i Hohenheim, varifrån han överflyttade till universitetet i Tübingen, då skogsundervisningen förlades dit. Åren 1878-1896 var han föreståndare för den württembergska skogsförsöksanstalten.
Lorey utövade stor författarverksamhet i frågor rörande bland annat skogstaxering. Dessutom utgav han Handbuch der Forstwissenschaft (tre band, 1887-1888; andra upplagan 1903 under redaktion av Hermann Stötzer samt tredje upplagan 1913 under redaktion av Christoph Wagner). Han redigerade "Allgemeine Forst- und Jagdzeitung" från 1878.

## Fotnoter
1. 1 2  läs online, www.lagis-hessen.de , läst: 9 oktober 2017.[källa från Wikidata]
2. ↑  Universitätsarchiv Tübingen (red.), Historisch-statistisches Handbuch der Universität Tübingen : Die Rektoren, 15.-21. Jahrhundert, 2010, läs online.[källa från Wikidata]